# Drymonia ambonensis
Drymonia ambonensis är en tvåhjärtbladig växtart som först beskrevs av L.E. Skog, och fick sitt nu gällande namn av J.L. Clark. Drymonia ambonensis ingår i släktet Drymonia och familjen Gesneriaceae. Inga underarter finns listade i Catalogue of Life.